# Bank Sparhafen Zürich
De Bank Sparhafen Zürich is een Zwitserse bank en heeft zijn hoofdzetel in Zürich in het gelijknamige kanton. De bank legt zich vooral toe op retailbanking, hypotheekleningen, private banking en het beheer van de bankzaken van kleine en middelgrote ondernemingen.

## Omschrijving
De Bank Sparhafen Zürich werd opgericht in 1850 als een vereniging en werd in 1906 een coöperatie. Vanaf 1977 is de bank ook in de vastgoedsector actief. In 2004 echter voerde de Bank Sparhafen Zürich een hervorming door en werden de bank- en vastgoedactiviteiten strikter van elkaar gescheiden in twee aparte naamloze vennootschappen, zijnde de Bank Sparhafen Zürich en de vastgoed onderneming BSZ Immobilien AG.